# Phasia cana
Phasia cana är en tvåvingeart som beskrevs av Sun 2003. Phasia cana ingår i släktet Phasia och familjen parasitflugor. Inga underarter finns listade i Catalogue of Life.